# هوپا
هوپا {{ترکی|Hopa) (به گرجی: ხოფა) (به ارمنی: Հոփա) یک شهر در ترکیه است که در استان آرتوین و در کرانه دریای سیاه واقع شده‌است. هوپا ۱۸۲۹۵ نفر جمعیت دارد. این شهر ۶۷ کیلومتر تا شهر آرتوین و ۱۸ کیلومتر تا مرز گرجستان و ترکیه فاصله دارد.